# Anna Sobecka

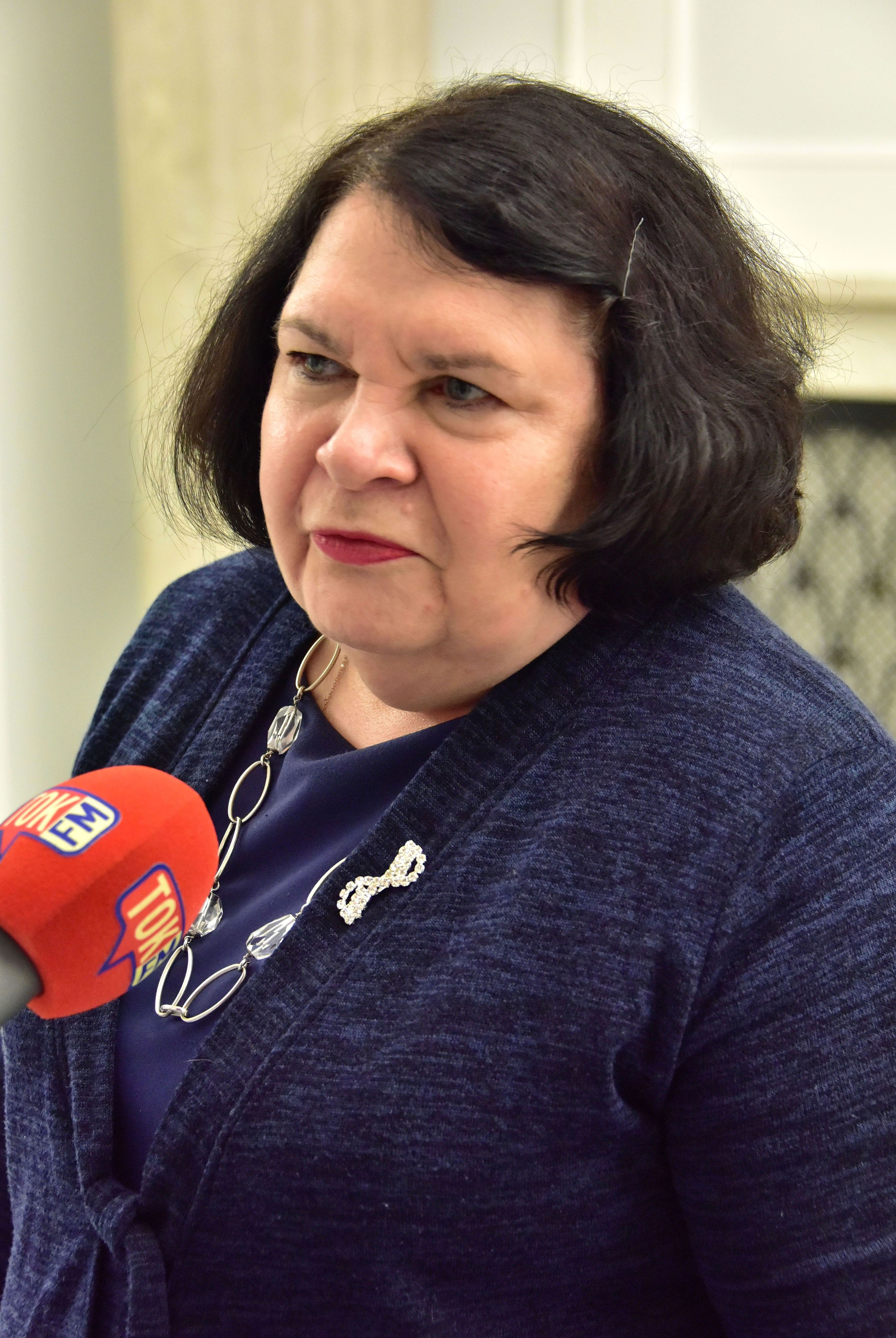
Anna Sobecka (2017)

Anna Elżbieta Sobecka (* 27. März 1951 in Piotrków Kujawski, Kreis Radziejów, Polen) ist eine polnische Politikerin und war von 1997 bis 2019 Abgeordnete des Sejm der III., IV., V., VI., VII. und VIII. Wahlperiode.

## Lebenslauf
Sie ist Absolventin eines Medizinstudiums sowie des Fachbereichs Chemie an der Universität Toruń. Darüber hinaus schloss sie ein sog. Katholisches Aufbaustudium für Journalistik und Erwachsenenbildung am Pädagogikinstitut der Universität Toruń. 1990 bis 1994 war sie Direktorin der Medizinischen Berufsschule in Toruń.
Seit der ersten Hälfte der 90er Jahre ist sie eng mit dem katholisch-nationalistischen Radio Maryja verbunden, in dem sie häufig Beiträge liefert. Sie ist auch Mitglied des „Landessekretariats SOS für Radio Maryja“.
Sie ist Dame des Ordens der Ritter vom Heiligen Grab zu Jerusalem und Mitglied der Stiftung „Schutz des Lebens“ der Diözese Toruń. In den Jahren 1995 bis 1998 leitete sie die Vereinigung Katholischer Familien in der Diözese Toruń. Sie ist aktiv in der Verbreitung der Methoden natürlicher Familienplanung und arbeitet als Beraterin für Familien in der Garnisonspfarrei in Toruń.
In den Jahren 1997 bis 2001 war sie Sejm-Abgeordnete für die Akcja Wyborcza Solidarność (Wahlbündnis Solidarność – AWS). Sie verließ die Fraktion zusammen mit Jan Łopuszański. 2001 und 2005 wurde sie für die Liga Polskich Rodzin (Liga Polnischer Familien – LPR) in den Sejm gewählt, im Jahr 2005 erreichte sie 13.761 Stimmen aus dem Wahlkreis Toruń. Sie leitete den Sejm-Ausschuss für Familie und Frauenrechte und war Mitglied des Ausschusses für Kultur und Massenmedien. Am 22. September 2006 trat sie zusammen mit anderen Abgeordneten in den neugegründeten Ruch Ludowo-Narodowy (Volksnationale Bewegung – RLN) ein. Seit dem 18. Dezember dieses Jahres war sie Abgeordnete des Ruch Ludowo-Chrześcijański (Volkschristliche Bewegung). Im Mai 2007 wurde sie wieder Abgeordnete des RLN. In den Parlamentswahlen 2007 wurde sie mit 15.180 Stimmen von der Liste der Prawo i Sprawiedliwość (Recht und Gerechtigkeit – PiS) in den Sejm gewählt und ist Mitglied in den Sejm-Ausschüssen für Gesundheit sowie Kultur und Massenmedien. Auch bei den Parlamentswahlen 2011 und 2015 wurde sie für die PiS gewählt, während sie Parlamentswahlen 2019 die Wiederwahl verpasste.

## Kontroversen
Kontroversen erregten ihre Aussagen über Krystian Legierski, einem farbigen Aktivisten der Schwulenbewegung, den sie als Person bezeichnete, die „zumindest zur Hälfte nicht polnischer Nationalität ist“.
Sie hatte die Idee, kinderlose Bürger mit einem erhöhten Steuersatz zu belasten und staatliche Pensionen für Mütter einzuführen, die wegen der Kindererziehung auf ihre Arbeit verzichten.
Im Mai 2007 forderte Anna Sobecka ein Verbot über das Thema Homosexualität im Fernsehen zu berichten.